# Forum Teologiczne
Forum Teologiczne – czasopismo naukowe wydawane od 2000 roku przez Wydział Teologii Uniwersytetu Warmińsko-Mazurskiego w Olsztynie.
W Forum Teologicznym publikowane są artykuły z teologii oraz nauk pokrewnych. Od tomu V (2004) tematyka każdego wydania koncentruje się wokół jednego wątku dającego możliwość udziału specjalistów reprezentujących różne dziedziny (teologia, historia, nauki o rodzinie, prawo, prawo kanoniczne, antropologia, religioznawstwo, kulturoznawstwo, językoznawstwo). Pierwotna wersja jest papierowa. Kolejne numery pisma są dostępne także on-line na stronie własnej czasopisma. Ukazuje się jeden tom rocznie.
Czasopismo jest realizowane w projekcie finansowym w ramach programu Ministerstwa Nauki i Szkolnictwa Wyższego pod nazwą „Wsparcie dla czasopism naukowych”, nr umowy 411/WCN/2019/1. Środki finansowe na realizację projektu w latach 2019–2020 wynoszą 71 364 zł.

## Struktura czasopisma
Każdy tom składa się z trzech części:
- Studia i rozprawy – artykuły naukowe;
- Teksty – tłumaczenia na język polski dokumentów i artykułów, które jeszcze nie są znane w obszarze języka polskiego; teksty źródłowe i inne.
- Recenzje, omówienia, sprawozdania – recenzje i omówienia publikacji naukowych oraz sprawozdania z wydarzeń naukowych.

## Tematy przewodnie
Od tomu V artykuły i teksty zamieszczane w poszczególnych numerach „Forum Teologicznego” koncentrują się wokół tematu przewodniego:
- Tom V (2004): Uniwersalizm i partykularyzm
- Tom VI (2005): Status zwierząt
- Tom VII (2006): Finanse Kościoła
- Tom VIII (2007): Myśl teologiczna Josepha Kardynała Ratzingera
- Tom IX (2008): Teoria ewolucji jako wyzwanie dla teologii
- Tom X (2009): Elementy teologii ciała
- Tom XI (2010): Chrześcijanin w świecie polityki i ekonomii
- Tom XII (2011): Jakiej filozofii potrzebuje dziś teologia?
- Tom XIII (2012): Rozpad małżeństwa jako problem teologiczny i pastoralny
- Tom XIV (2013): Świętowanie i czas wolny w perspektywie chrześcijańskiej
- Tom XV (2014): Sumienie
- Tom XVI (2015): Agresja i przemoc
- Tom XVII (2016): Starość
- Tom XVIII (2017): Święci w kulturze
- Tom XIX (2018): Objawienia prywatne
- Tom XX (2019): Biznes rodzinny i kwestie antropologiczne

## Redakcja

### Redaktorzy naczelni
- 2000–2002: ks. prof. Władysław Nowak
- 2002–2014: ks. prof. Marian Szczepan Machinek
- od 2014 roku: dr hab. Katarzyna Anna Parzych-Blakiewicz, prof. UWM

Komitet redakcyjny: dr hab. Katarzyna Anna Parzych-Blakiewicz, prof. UWM, ks. prof. dr hab. Ryszard Hajduk, ks. dr hab. Jacek Jan Pawlik, prof. UWM, ks. dr hab. Marek Karczewski, prof. UWM, o. dr hab. Maksym Adam Kopiec OFM, ks. dr hab. Marek Jodkowski, prof. UWM, ks. dr hab. Adam Bielinowicz, dr Małgorzata Tomkiewicz.